# Косовска улица (Врање)
| Косовска улица           | Косовска улица             |
| ------------------------ | -------------------------- |
|                          |                            |
| Почетак                  | 8. бригаде                 |
| Крај                     | Бунушевац                  |
| Дужина                   | 1430 m                     |
| Ширина                   | 12 до 14 m                 |
| Створена                 | пре 1928.                  |
| Названа                  | 1950.                      |
| Стари називи             | Краља Милана, Лењинградска |
|                          |                            |
|                          |                            |
| Поглед на Косовску улицу |                            |

Косовска улица једна је од најстаријих улица у Врању. Протеже се од ширег центра града ка југу све до улаза у село Бунушевац, у дужини од 1,4 km.

## Име улице
Ова улица је више пута током историје мењала име. Прво званично име 'Краља Милана' добила је 1928. године, да би након другог светског рата тачније 1947. године била преименована у 'Лењинградска'. Своје данашње име добила је 1950. године.

## Косовском улицом
При средини Косовске улице налази се стари градски фудбалски стадион који се данас користи само за тренинге Фудбалског клуба Врање.